# Krinída
Krinída (Vitasta, Krinida) är en ort i Grekland.   Den ligger i prefekturen Nomós Serrón och regionen Mellersta Makedonien, i den nordöstra delen av landet, 300 km norr om huvudstaden Aten. Krinída ligger 155 meter över havet och antalet invånare är 573.
Terrängen runt Krinída är varierad.Runt Krinída är det ganska glesbefolkat, med 34 invånare per kvadratkilometer. Närmaste större samhälle är Alistráti, 8,1 km norr om Krinída. Trakten runt Krinída består till största delen av jordbruksmark.